# أنسولين غلوليزين
أنسولين غلوليزين Insulin glulisine هو مشابه للأنسولين سريع التأثير والذي يختلف عن الأنسولين البشري بأن الحمض الأميني أسبارجين في الموقع B3 قد تم استبداله بالليزين واستبدل الليزين في الموقع B29 بحمض الغلوتاميك. تم تطويره بواسطة سانوفي- أفينتيس وتم بيعه تحت المسمى التجاري وهو Apidra. عندما يتم حقنه تحت الجلد، يظهر في الدم بشكل مبكر بالنسبة للأنسولين البشري. عندما يستخدم كأنسولين وقت الوجبة، تعطى الجرعة خلال 15 دقيقة قبل الوجبة أو خلال 20 دقيقة بعد بداية الوجبة. يمكن أن تستخدم أيضاً الحقن داخل الوريد من أجل ارتفاع سكر الدم الشديد، ولكن يجب أن تطبق تحت رقابة محترف طبي.

## المعلومات السريرية
الصنف بالنسبة للحوامل C

## طرق الإعطاء
تحت الجلد

## المعلومات الكيميائية

### الصيغة
C258H384N64O78S6

### الكتلة المولية
5823 غ/مول